# Eddy (film)
Eddy è un cortometraggio del 2015 scritto, diretto e interpretato da Simone Borrelli, sostenuto dalla Presidenza del Consiglio dei ministri della Repubblica Italiana e proiettato in anteprima mondiale a Strasburgo il 15 ottobre 2014, ricevendo il riconoscimento di "Film ufficiale dei Diritti umani" 2015 per il Consiglio d'Europa. 

La pellicola tratta il tema della violenza sui minori, dei medici volontari e degli attentati terroristici in Siria.

## Trama
Rodrigo è un giovane medico italiano che parte come volontario in un ospedale da campo in Siria, chiamato a supporto dell'emergenza mediorientale che conta un elevato numero di innocenti, vittime delle violenze della guerra. 

Sofia, la sua ragazza, sul piede di partenza gli comunica di aspettare da lui un figlio, tentando di convincerlo a restare. 

Davanti a un bivio tra la vita privata e quella professionale, tra il diventare padre per la prima volta e il suo delicato ruolo di responsabilità nella missione umanitaria in Siria, la determinazione di Rodrigo nel portare avanti, nonostante tutto, il suo importante quanto necessario impegno di medico d'emergenza, fa nascere tra i due un'accesa discussione che porta Sofia ad accettare a malincuore la decisione di Rodrigo a partire. 

Ma una volta giunto all'ospedale da campo siriano (al confine con la Turchia), Rodrigo si rende immediatamente conto del difficile posto in cui è capitato.

Vive giornate da spettatore di scene atroci, ritrovandosi a salvare soprattutto bambini che giungono quasi ininterrottamente in condizioni critiche.

Nello scoprire una popolazione dai bambini ciechi, ovvero bimbi deturpati della vista tramite mine antiuomo, Rodrigo si scontra di persona con la leggenda dei “pappagalli verdi”, piccole mine giocattolo a forma di pappagallo sparse per tutto il territorio da cui i bambini vengono attratti per poi rimanerne vittima. 

Un giorno Rodrigo, stremato dall'orrore e dalla violenza a cui si ritrova a dover assistere inerme, perde il controllo della situazione e compie un gesto istintivo che va contro i codici del regime siriano. 

Da quel momento, qualcosa d'irrimediabile irrompe all'interno della storia, conducendo ciascun personaggio incontro al proprio inesorabile destino.

## Produzione
Pur essendo ambientato in Siria, nella valle dell'Eufrate, il film è stato interamente girato nel territorio della Provincia di Reggio Calabria, nella regione montuosa nei pressi di Saline.
Eddy è il primo progetto cinematografico a livello internazionale, in cui un unico artista, Simone Borrelli, ricopre da solo contemporaneamente come i ruoli di regista, sceneggiatore, protagonista, compositore, arrangiatore e musicista delle musiche originali nonché autore e interprete della canzone colonna sonora, Niente di diverso.

### Partner istituzionali
Grazie al proprio rilievo culturale e sociale, il film oltre a essere promosso dal MIUR (Ministero dell'Istruzione, Università e Ricerca) è stato sostenuto da partner e ONG mondiali come Unicef, Medici senza frontiere, Croce Rossa e Amnesty International.

## Distribuzione
Dopo essere stato presentato in anteprima Mondiale il 15 ottobre 2014 a Strasburgo, la pellicola, in qualità di Film Ufficiale dei Diritti Umani 2015 per il Consiglio d'Europa, sarà distribuita nei 47 paesi europei che aderiscono alla rete del Consiglio d'Europa: Albania, Andorra, Armenia, Austria, Azerbaigian, Belgio, Bosnia-Erzegovina, Bulgaria, Cipro, Croazia, Danimarca, Estonia, Ex-Repubblica della Jugoslavia, Repubblica di Macedonia, Finlandia, Francia, Georgia, Germania, Grecia, Irlanda, Islanda, Italia, Lettonia, Liechtenstein, Lituania, Lussemburgo, Malta, Moldavia, Monaco, Montenegro, Norvegia, Paesi Bassi, Polonia, Portogallo, Regno Unito, Repubblica Ceca, Romania, Federazione Russa, San Marino, Serbia, Slovenia, Spagna, Svizzera, Ucraina e Ungheria.

## Accoglienza

### Onorificenze
La pellicola è stata proiettata in anteprima esclusiva e mondiale per i 47 capi di Stato e le relative delegazioni dei Paesi membri presso il palazzo del Consiglio d'Europa di Strasburgo il 15 ottobre 2014, ricevendo il riconoscimento di Film Ufficiale dei diritti Umani 2015 per il Consiglio d'Europa.

Unitamente, con un comunicato ufficiale (UCE FF 887/2014) del segretariato di Stato della Repubblica Italiana, il premier Matteo Renzi e la Presidenza del Consiglio dei ministri decidono di concedere a Simone Borrelli e a Eddy il proprio sostegno, riconoscendolo come film italiano di alto rilievo sociale, culturale e artistico in ambito Internazionale. 

Grazie al sostegno dell'Alma Mater Studiorum di Bologna, Il film è stato tradotto e sottotitolato in oltre 10 lingue.

### Riconoscimenti
- Official Human Rights Movie 2015
- European 12 Star City Award 2015
- Amnesty International 2015
- Best International Film – Kerala International Film Festival
- Best Film (Jury Prize) – Social World Film Festival
- Best Actor - Simone Borrelli (Jury Prize) - Social World Film Festival
- European Film Festival[14]
- American Cinematheque (Premio Oscar and Golden Globe)
- International Human rights Film Festival of Albania 2015
- International Rozafa Anifest 2015
- Karama International Film Festival 2015
- Best Film – Foggia Film Festival 2015